# Natalie Wood
Natalie Wood, ursprungligen Natalia Nikolajevna Zacharenko (ryska: Наталья Николаевна Захаренко), född 20 juli 1938 i San Francisco i Kalifornien, död 29 november 1981 utanför Santa Catalina Island i Kalifornien (drunkning), var en amerikansk skådespelare. Bland Woods filmer märks Det hände i New York (1947), Ung rebell (1955), West Side Story (1961), Feber i blodet (1961), Gypsy (1962) och Natt med en främling (1963).

## Biografi
Woods far var arkitekt av rysk härkomst och hennes mor balettdansös med rötter i Frankrike. Hon tog danslektioner innan hon lärt sig gå riktigt och när hon var fem år hade hon en statistroll i filmen Happy Land (1943). Hon gjorde intryck på filmens producent som gav henne en roll i I morgon och för alltid (1946). Hon fortsatte som barnstjärna i en rad filmer och lyckades – i motsats till de flesta andra barnskådespelare – att göra en smidig övergång till tonårsroller och vuxna roller. Under 1950-talet betraktades hon som en av amerikansk films vackraste unga stjärnor.
Natalie Wood tog definitivt steget in i filmens vuxenvärld 1955 genom sin rollprestation i filmen Ung rebell (med bland annat James Dean), för vilken hon blev Oscarsnominerad för bästa kvinnliga biroll. Dessutom har hon nominerats två gånger för bästa kvinnliga huvudroll – 1961 i Feber i blodet (med Warren Beatty) och 1963 i Natt med en främling (med Steve McQueen). Hon vann Golden Globe Award tre gånger och nominerades till detta pris sammanlagt åtta gånger; hon fick även en hel del andra filmpriser.

### Privatliv
Wood var 1957–1962 gift med skådespelaren Robert Wagner och 1969–1972 med den brittiske producenten Richard Gregson (1930–2019). Hon gifte om sig med Robert Wagner 1972 och var gift med honom fram till sin död 1981. Natalie Wood fick två barn: Natasha Gregson Wagner (född 1970) och Courtney Wagner (född 1974).

### Död

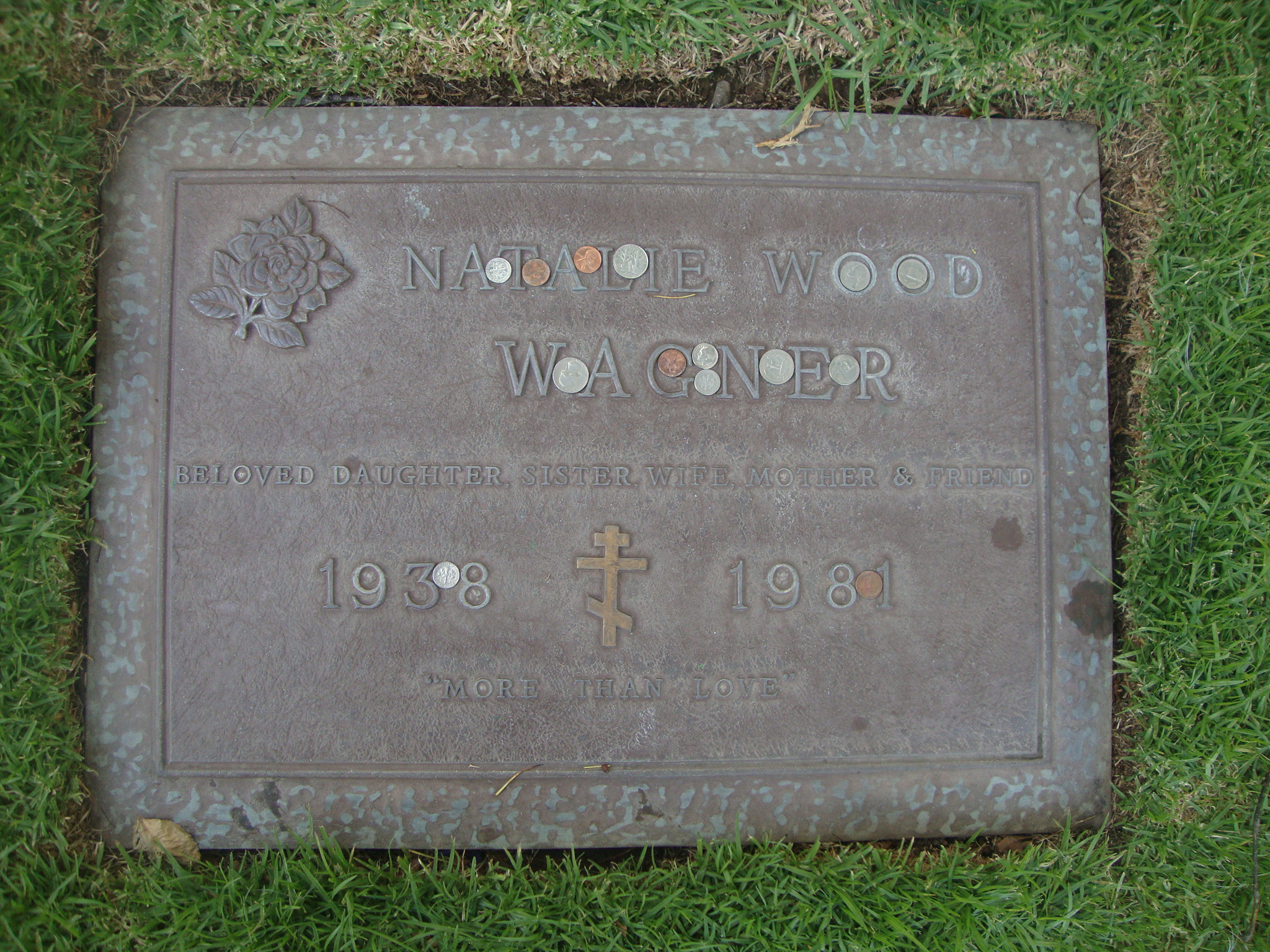
Natalie Woods gravplats

Natten till den 29 november 1981 föll Wood överbord från parets lustjakt Splendour då den låg för ankar vid Isthmus Cove på Santa Catalina Island utanför Los Angeles. Enligt den officiella versionen skall Wood, iklädd nattlinne, dunjacka och strumpor, ha halkat på däck och fallit i vattnet. Hon höll för tillfället på att avsluta inspelningarna av filmen Brainstorm, vars premiär fick uppskjutas till 1983, då en stand-in behövde slutföra vissa scener. Woods syster, Lana Wood, uppmanade 2010 myndigheterna att åter undersöka dödsfallet. Los Angeles-polisen beslutade i november 2011 att inleda en ny undersökning om hennes död. Natalie Wood är begravd på Westwood Village Memorial Park i Los Angeles.

## Filmografi i urval
- 1946 – I morgon och för alltid
- 1947 – Spöket och Mrs. Muir
- 1947 – Det hände i New York
- 1950 – Pappa i trotsåldern
- 1951 – Blå slöjan
- 1952 – Star
- 1954 – Silverbägaren
- 1955 – Ung rebell
- 1956 – Förföljaren
- 1958 – Leka med elden
- 1960 – De unga kannibalerna
- 1961 – Feber i blodet
- 1961 – West Side Story
- 1962 – Gypsy
- 1963 – Natt med en främling
- 1965 – Den stora kapplöpningen jorden runt
- 1966 – Penelope... min tjuvaktiga fru
- 1966 – Min kropp är fördömd
- 1969 – Bob & Carol & Ted & Alice
- 1972 – Bill McKay - utmanaren
- 1979 – Meteor
- 1980 – Sista paret ut
- 1983 – Brainstorm